# Tormásliget, Vas
Tormásliget  este un sat în districtul Kőszeg, județul Vas, Ungaria, având o populație de 315 locuitori (2011). 

## Demografie
Componența etnică a satului Tormásliget
     Maghiari (97,32%)
     Germani (1,67%)
     Sloveni (1%)
Componența confesională a satului Tormásliget
     Romano-catolici (78,41%)
     Luterani (1,9%)
     Fără religie (1,59%)
     Necunoscută (18,1%)
Conform recensământului din 2011, satul Tormásliget avea 315 locuitori. Din punct de vedere etnic, majoritatea locuitorilor (97,32%) erau maghiari, existând și minorități de germani (1,67%) și sloveni (1,0%).  Din punct de vedere confesional, majoritatea locuitorilor (78,41%) erau romano-catolici, existând și minorități de luterani (1,9%) și persoane fără religie (1,59%). Pentru 18,1% din locuitori nu este cunoscută apartenența confesională.